# Gäddsjön (Vilhelmina socken, Lappland, 722156-150755)
Gäddsjön är en sjö i Vilhelmina kommun i Lappland och ingår i Ångermanälvens huvudavrinningsområde. Sjön har en area på 0,597 kvadratkilometer och ligger 499,4 meter över havet. Gäddsjön ligger i Marsfjället Natura 2000-område.

## Delavrinningsområde
Gäddsjön ingår i det delavrinningsområde (722198-150524) som SMHI kallar för Utloppet av Gäddsjön. Medelhöjden är 561 meter över havet och ytan är 12,64 kvadratkilometer. Det finns inga avrinningsområden uppströms utan avrinningsområdet är högsta punkten. Vattendraget som avvattnar avrinningsområdet har biflödesordning 6, vilket innebär att vattnet flödar genom totalt 6 vattendrag innan det når havet efter 384 kilometer. Avrinningsområdet består mestadels av skog (95 procent). Avrinningsområdet har 0,59 kvadratkilometer vattenytor vilket ger det en sjöprocent på 4,7 procent.